# 소켓 F

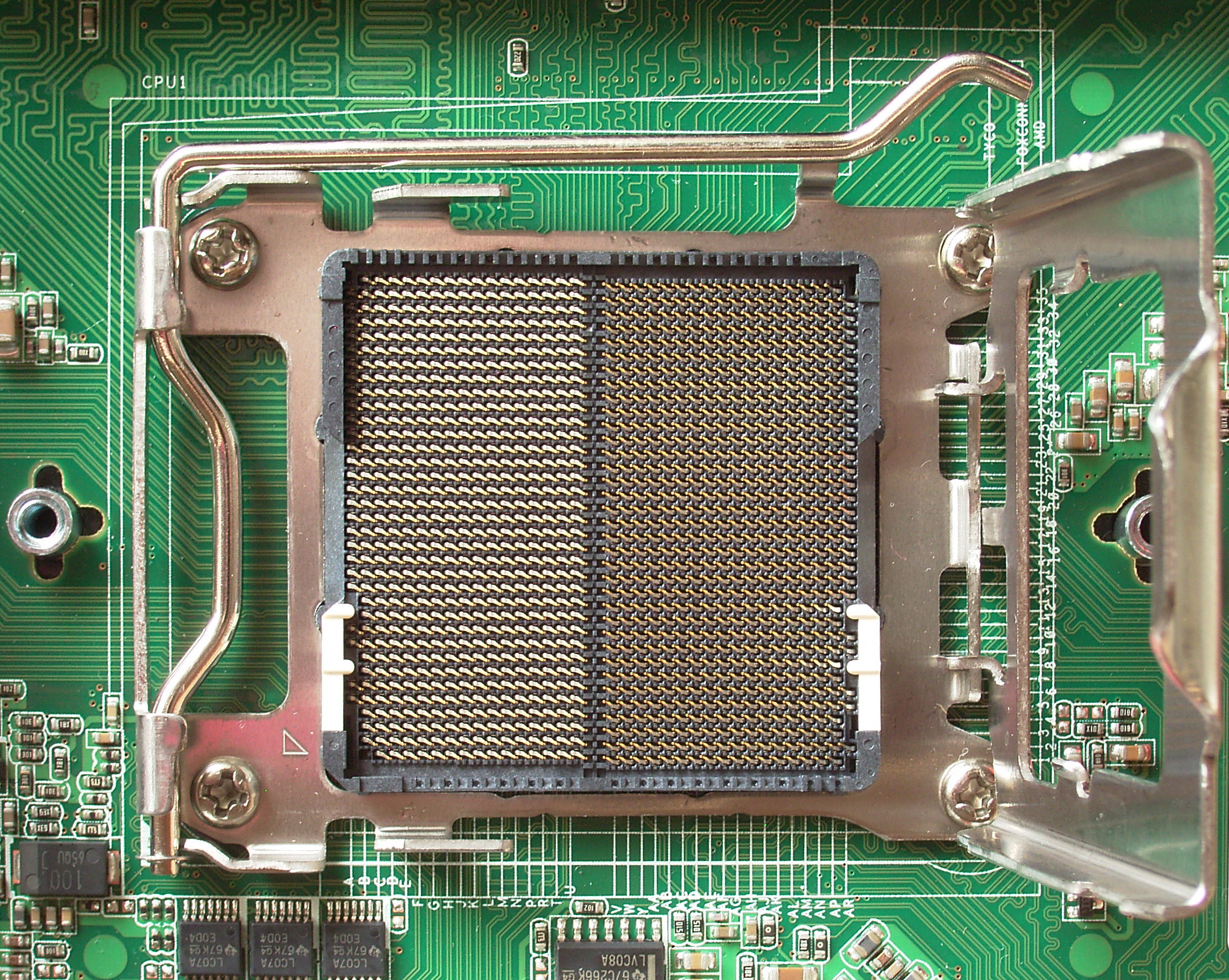
소켓 F

소켓 F는 2006년 8월 15일 AMD가 옵테론 계열의 CPU용으로 설계한 CPU 소켓이다. 2010년, 소켓 F는 엔트리 레벨 서버에서 소켓 C32로, 하이엔드 서버에서 소켓 G34로 대체되었다.

## 기술 사양

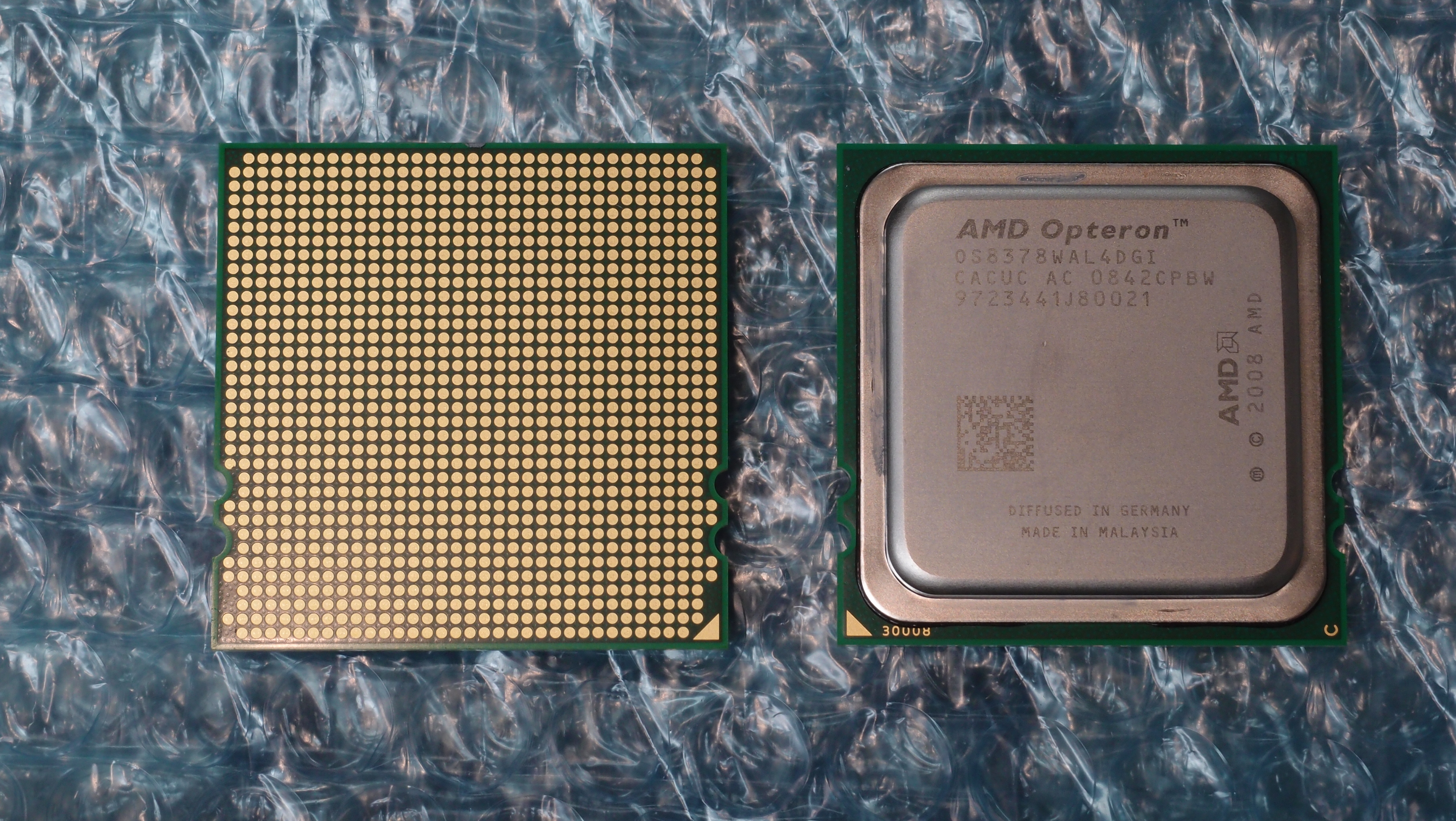
AMD Opteron 8378 (Socket F)

이 소켓은 1207 핀, 1.1mm 피치이며 랜드 그리드 배열 접촉 매커니즘을 채용하고 있다.
소켓 F는 주로 AMD의 서버 계열을 위해 사용되며 애슬론 64와 애슬론 64 X2에 사용되는 소켓 AM2, 또 튜리온 64, 튜리온 64 X2 마이크로프로세서에 사용되는 소켓 S1과 동일한 소켓 세대로 간주된다.

## 소켓 F 리비전
소켓 Fr3를 제외한 모든 리비전에는 레지스터드 DDR2 SDRAM의 사용이 요구된다. 소켓 Fr1을 제외한 모든 리비전은 CPU에 듀얼 플레인 전원 공급 회로가 필요하다.
- 소켓 Fr1
  - Three HyperTransport 2.x links with 1 GHz, single-plane power-supply circuit
- 소켓 Fr2
  - Three HyperTransport 2.x links with 1 GHz, dual-plane power-supply circuit
- 소켓 Fr3
  - Three HyperTransport 2.x links with 1 GHz, unbuffered DDR2 SDRAM (special version for Quad-FX)
- 소켓 Fr5
  - CPU: Three HyperTransport 3.x links with 2.2 GHz
  - Motherboards: One HyperTransport 3.x link between CPU with 2.2 GHz, two HT 2.x links with 1 GHz for I/O operations
- 소켓 Fr6
  - Three Hypertransport 3.x links with 2.4 GHz, support for Snoop-Filter (HT-Assist)